# Gayennoides
Gayennoides – rodzaj pająków z rodziny motaczowatych.
Rodzaj ten zawiera tylko dwa opisane gatunki: G. losvilos i G. molles, z których ten drugi wyznaczony jest gatunkiem typowym. Wszystkie trzy taksony opisał w 2003 roku Martín Ramírez. 
Pająki te osiągają około 7–14 mm długości ciała. Karapaks mają zwężony z przodu, z nieco wychylonym w przód tylnym rzędem oczu. Szczękoczułki mają 3 ząbki na przedniej i 2 lub 3 na tylnej krawędzi. Charakterystyczną cechą samców jest wcięcie w nasadowej części tylno-bocznej krawędzi cymbium. Główna część embolusa jest szeroko oddzielona błoniastym obszarem od płaskiego wyrostka nasadowego. Pierwotny konduktor jest słabo wykształcony, natomiast konduktor wtórny jest duży, poprzeczno-skośnie prążkowany, wyposażony w bardzo głęboki kanalik wychodzący spod apofizy paramedialnej. Samice mają dość grube, silnie zesklerotyzowane przewody kopulacyjne oraz epigyne z wyniesionym polem środkowym, obszerną kieszonką przednią i rozdzielonymi płatami bocznymi.
Oba gatunki są endemitami środkowego Chile.